# The Odyssey (Album)
The Odyssey ist das sechste Studioalbum der US-amerikanischen Progressive-Metal-Band Symphony X, es wurde am 5. November 2002 über InsideOut Music veröffentlicht.

## Musikstil
Der vierte Titel des Albums Accolade II ist die Fortsetzung des Fan-Klassikers The Accolade aus dem dritten Studioalbum The Divine Wings of Tragedy von 1997. Der Titel hat eine ähnliche Laufzeit wie der erste Teil und ist thematisch mit ihm eng verwandt.
Der Titeltrack The Odyssey bildet den Höhepunkt und das große Finale des Albums. Es ist eine 24-minütige musikalische Interpretation von Homers Odyssee, der epischen Sage über die Reise des altgriechischen Helden Odysseus. In dem Stück wechseln sich mit E-Gitarren, Schlagzeug und Keyboards instrumentierten Passagen mit synthetischen Orchesterklängen ab, die von zahlreichen Tempowechseln geprägt sind. Der Titel ist in sieben Sätze gegliedert und eröffnet mit einer nahezu vierminütigen instrumentalen Ouvertüre. Der zweite Satz markiert, analog zur Struktur in Homers Odyssee, in der Rückblende Odysseus Aufbruch nach Ithaka. Im dritten, dem Kyklopen Polyphem gewidmeten, Satz zieht das Tempo an. Die Sätze vier und fünf sind Kirke und den Sirenen gewidmet. Der darauffolgende Satz zu Odysseus Begegnung mit Skylla und Charybdis ist wieder instrumental angelegt. Abgeschlossen wird der Titel mit der anonymen Rückkehr Odysseus in sein Königreich und der triumphalen Aufdeckung seiner Identität.
Neben dem für Symphony X bisher eher traditionellen Titelstück fiel der Rest des Albums deutlich härter als gewohnt aus. Es enthält weniger Keyboardparts als zuvor und inspirierte einige Fans und Journalisten zu Vergleichen mit dem Thrash Metal.

## Produktion
Das Album ist das erste der Band, das vollständig im hauseigenen Tonstudio des Gitarristen Michael Romeo, The Symphony X Dungeon, aufgenommen wurde.

### Besetzung
- Russell Allen: Gesang
- Michael Romeo: Gitarren, Akustische Gitarre, E-Gitarre, Orchestrale Keyboard
- Michael Pinnella: Keyboards, Piano
- Michael LePond: Bassgitarre
- Jason Rullo: Schlagzeug

### Technik
- Russell Allen: Komposition
- Steve Evetts: Tonmischung
- Thomas Ewerhard: Design und Layout
- Michael LePond: Komposition
- Eddie Malluk: Fotografie
- Michael Romeo: Komposition, Arrangement, Produktion, Programmierung
- Jason Rullo: Komposition
- Tom Thiel: Cover Art
- Peter Van 'T Riet: Mastering

## Titelliste
| Nr.          | Titel                          | Text                                         | Musik                                           | Länge |
| ------------ | ------------------------------ | -------------------------------------------- | ----------------------------------------------- | ----- |
| 1.           | Inferno (Unleash the Fire)     | Russell Allen, Michael Romeo                 | Michael Romeo                                   | 5:32  |
| 2.           | Wicked                         | Russell Allen                                | Michael Romeo                                   | 5:32  |
| 3.           | Incantations of the Apprentice | Russell Allen                                | Michael Romeo                                   | 4:22  |
| 4.           | Accolade II                    | Russell Allen                                | Michael Romeo, Michael Pinnella, Michael LePond | 7:53  |
| 5.           | King of Terrors                | Russell Allen, Michael Romeo, Jason Rullo    | Michael Romeo, Michael Pinnella                 | 6:19  |
| 6.           | The Turning                    | Russell Allen, Michael Romeo                 | Michael Romeo, Michael LePond                   | 4:44  |
| 7.           | Awakenings                     | Russell Allen, Michael Romeo                 | Michael Romeo, Michael Pinnella, Michael LePond | 8:21  |
| 8.           | The Odyssey                    | Russell Allen, Michael Romeo, Michael LePond | Michael Romeo                                   | 24:09 |
| Gesamtlänge: | Gesamtlänge:                   | Gesamtlänge:                                 | Gesamtlänge:                                    | 66:52 |

Der Titel The Odyssey ist in folgende Sätze untergliedert:
- Part I – Odysseus’ Theme / Overture – 3:41
- Part II – Journey to Ithaca – 4:33
- Part III – The Eye – 4:01
- Part IV – Circe (Daughter of the Sun) – 2:47
- Part V – Sirens – 1:42
- Part VI – Scylla and Charybdis – 3:24
  - a) Gulf of Doom
  - b) Drifting Home
- Part VII – The Fate of the Suitors / Champion of Ithaca – 4:01

### Bonustitel einiger Limited Editions
1. Masquerade ’98 – 6:00
2. Frontiers – 4:50

## Veröffentlichungen und Charterfolge
Auf Audio-CD erschien das Album 2002 bei InsideOut Music, 2010 bei Century Media/EMI und CMA Music Production. 2012 wurde von Century Media/EMI eine Doppel-LP nachgeschoben. Zusätzlich wurde 2002 eine Limited Edition von InsideOut Music aufgelegt. In Frankreich wurde es 2002 vom Plattenlabel Nothing To Say (NTS), in Südkorea von YBM Seoul Records und den USA von Victor Talking Machine Company als CD aufgelegt.

## Rezeption
Das Album The Odyssey wurde in Fachkreisen und bei den Fans überwiegend positiv aufgenommen. Die Rezensenten von AllMusic bewertet es mit drei von fünf Sternen, wohingegen die Publikumswertung mit mehr als vier Sternen höher ausfällt, die User des Webzine The Metal Crypt bewerten es mit 4,38 von fünf und der Rezensent Iwarrior vergab sogar die Maximalwertung von fünf Sternen. Der Rezensent Dream Taster des Webzine Metal-Storm vergab neun von zehn Punkten und in der Publikumswertung liegt es bei 8,74 Punkten.
Alex Henderson von AllMusic vergab für The Odyssey drei von fünf Sternen. Er beschreibt es als ein „… Old School-Album, das für seine Zeit veraltet sei …“, jedoch stellt er klar, dass „… ‚veraltet‘ nicht unbedingt etwas Schlechtes ist, denn wenn man die Musik einer bestimmten Epoche schätzt, kann es tatsächlich ein Pluspunkt sein.“ Er verglich die mythischen und Fantasy-Elemente mit klassischen Heavy-Metal-Acts wie Queensrÿche, Yngwie Malmsteen, Ronnie James Dio, Iron Maiden und Metallica.
Auch deutschsprachige Portale bewerten das Album durchgehend positiv. Auf den Progressive-Rock-Portal Babyblauen Seiten erhielt das Album von den Rezensenten 12,5 von 15 Punkten. Gunnar Claußen mekt an, dass der Titeltrack The Odyssey entsprechend seiner Sätze „etwas zergliedert und keineswegs so verzahnt komponiert ist wie The Divine Wings Of Tragedy“, was er in der Geschichte der Odyssey begründet sieht, und lobt den Aufbau dessen Songstruktur als: „… geradezu exemplarisch eine neoromantische Suite in der Tradition von Richard Strauss Till Eulenspiegels lustige Streiche oder Hector Berlioz Harold en Italie …“ Henning Mangold schreibt: „… Odyssey ist trotz orchestraler Elemente kompromisslos hart und zugleich anspruchsvoll komponiert …“, für ihn „… ist der Longtrack einer der kurzweiligsten, die ich je gehört habe; ich habe mich noch nie zuvor bei jedem erneuten Hören von über 20 Minuten so sehr darüber gewundert, wenn schon wieder 'ne Viertelstunde rum war.“ Auf dem Online-Magazin Metal.de wurde es von den Portalbetreibern mit neun von zehn und vom Publikum mit sieben von zehn Punkten bewertet.
Das Internetmagazin Loudwire führt das Album auf Platz fünf auf seiner Liste der Top 25 Power Metal Alben aller Zeiten.